# Eryx (genre)
Genre
Synonymes
- Clothonia Daudin, 1803
- Gongylophis Wagler, 1830
- Cusoria Gray, 1849
- Cursoria Günther, 1864
- Neogongylophis Tokar, 1989
- Pseudogongylophis Tokar, 1989

Eryx est un genre de serpents de la famille des Boidae.

## Répartition
Les espèces de ce genre se rencontrent dans le sud-est de l'Europe, dans le nord de l'Afrique et dans le sud de l'Asie.

## Liste des espèces
Selon The Reptile Database (4 août 2011) :
- Eryx borrii Lanza & Nistri, 2005
- Eryx colubrinus (Linnaeus, 1758)
- Eryx conicus (Schneider, 1801)
- Eryx elegans (Gray, 1849)
- Eryx jaculus (Linnaeus, 1758)
- Eryx jayakari Boulenger, 1888
- Eryx johnii (Russell, 1801)
- Eryx miliaris (Pallas, 1773)
- Eryx muelleri (Boulenger, 1892)
- Eryx somalicus Scortecci, 1939
- Eryx tataricus (Lichtenstein, 1823)
- Eryx whitakeri Das, 1991

## Étymologie
Le nom de ce genre, Eryx, vient de Éryx, fils d'Aphrodite tué par Héraclès, et ayant donné son nom au mont Éryx.

## Publication originale
- Daudin, 1803 : Histoire Naturelle, Générale et Particulière des Reptiles; ouvrage faisant suit à l'Histoire naturelle générale et particulière, composée par Leclerc de Buffon; et rédigee par C.S. Sonnini, membre de plusieurs sociétés savantes, vol. 7, F. Dufart, Paris, p. 1-436 (texte intégral).